# Nikolái Miklujo-Maklái
Nikolái Nikoláyevich Miklujo-Maklái (del ruso: 'Николай Николаевич Миклухо-Маклай'); Yazyкоvо, Rozhdestvensk, Imperio ruso, 5 de juliojul./ 17 de julio de 1846greg. — San Petersburgo, ibídem, 2 de abriljul./ 14 de abril de 1888greg. fue un etnólogo, antropólogo y biólogo ruso.

## Biografía
Nikolái nació en un campo de trabajadores temporal cerca de San Petersburgo en 1846, su padre era un ingeniero civil que trabajaba en la construcción del tren entre Moscú y San Petersburgo. Fue a la escuela en San Petersburgo y posteriormente a la Universidad Estatal de San Petersburgo.
Viajó y estudió suficiente por Europa, y llegó a tener una gran amistad con el biólogo, Anton Dohrn, junto con el que concibió la idea de las "estaciones de investigación" mientras se encontraban en Mesina, Italia.
Miklujo-Maklái dejó San Petersburgo para ir a Australia en la goleta Vityaz. Llegó a Sídney el 18 de julio de 1878. Unos días después de llegar, acudió a la Sociedad Linneo y se ofreció para organizar un centro zoológico. En septiembre de 1878 su oferta fue aprobada. El centro, conocido como "Maritime Biological Centre", fue construido por el prominente arquitecto de Sídney, John Kirkpatrick. Fue el primer instituto de investigación en biología marina.
Visitó Papúa Nueva Guinea en varias ocasiones y vivió entre las tribus nativas, escribiendo un tratado sobre sus vidas y costumbres.
Se casó con Margaret-Emma Robertson, hija del Premier de Nueva Gales del Sur, John Robertson. En 1887 dejó Australia y volvió a San Petersburgo para presentar sus trabajos a la Sociedad Geográfica Rusa, viajando junto con su familia. Nikolái empezó a padecer mala salud y nunca volvió del viaje. Aún a pesar del tratamiento de Botkin, Nikolái murió de un tumor cerebral no diagnosticado en San Petersburgo a la edad de 42 años. Fue enterrado en el cementerio de Volkovo, pero su cráneo se encuentra en la Academia Médico-Militar de San Petersburgo.
La viuda de Miklujo-Maklái volvió a Sídney con sus hijos. Hasta 1917 la familia del científico recibió una pensión de Rusia, primero fue dispuesto por Alejandro III y después por Nicolás II.
El edificio del "Maritime Biological Center" fue empleado por el ministerio australiano de Defensa en 1899 como cuartel para oficiales. Sin embargo, la comunidad rusa de Australia presionó para el edificio se convirtiera en un monumento a la memoria del trabajo científico de Nikolái Miklujo-Maklái. En 2001, el personal militar abandonó el edificio que se volvió a abrir al público. Un busto de Miklujo-Maklái fue inaugurado para conmemorar la ocasión.
En Rusia, su memoria se conmemora en el Instituto N.N. Miklujo-Maklái para las Ciencias Etnológicas y Antropológicas de la Academia Rusa de Ciencias, Moscú.